# Stanisław Grochowiak
Stanisław Grochowiak (Leszno, 24 gennaio 1934 – Varsavia, 2 settembre 1976) è stato un poeta e scrittore polacco.

## Biografia
Si fece conoscere ed apprezzare dalla critica letteraria nel 1952, ossia prima ancora di pubblicare la sua opera d'esordio.
Le recensioni positive e l'entusiasmo dei lettori furono rafforzati dopo l'uscita, nel 1956, del volume Ballada rycerska ("Ballata cavalleresca"), e l'anno seguente da Menuet z pogrzebaczem ("Minuetto con l'attizzatoio") e Rozhieranic do snu ("Spogliandosi per il sonno").

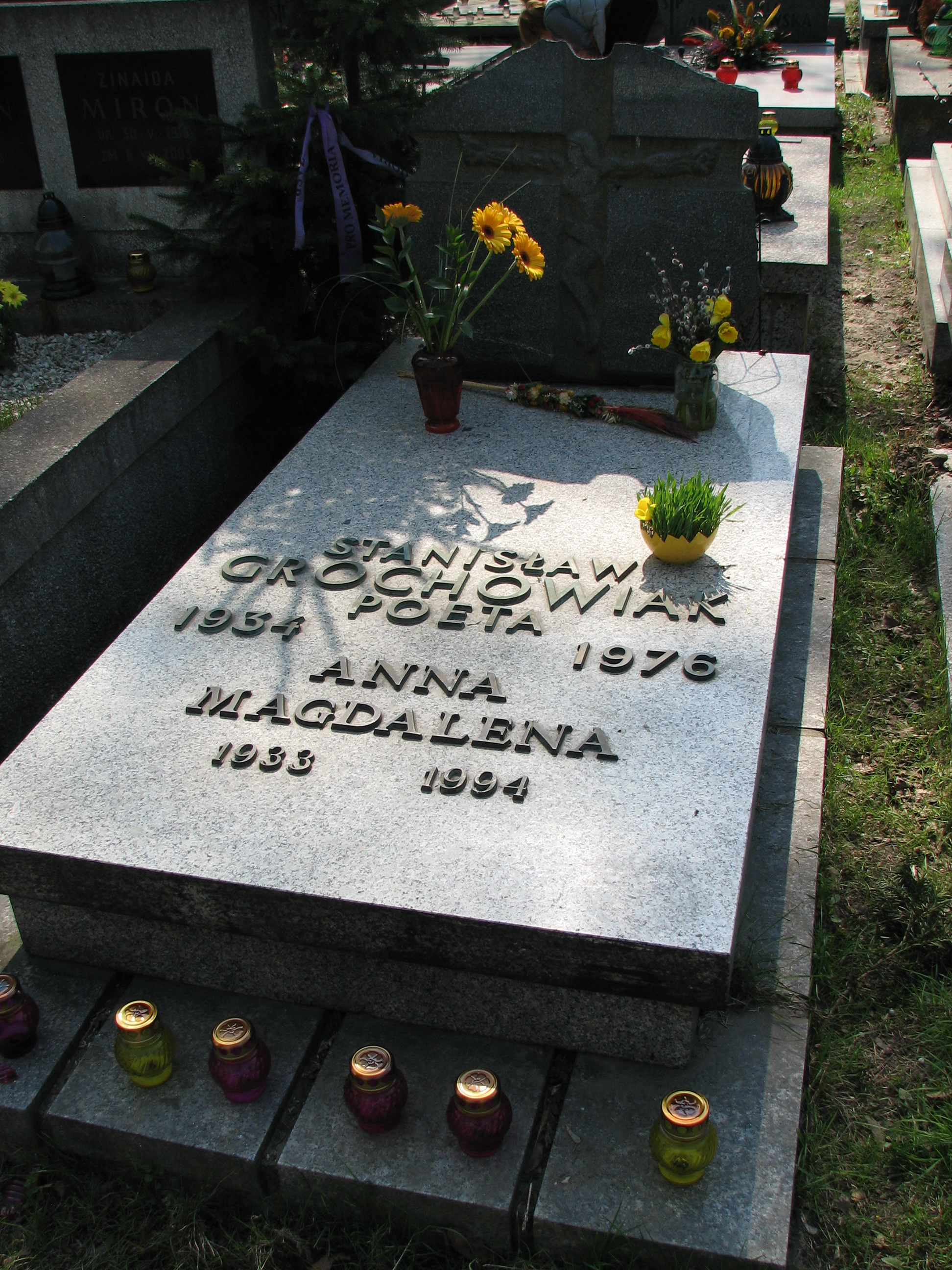
Tomba della famiglia Grochowiak, Varsavia

I contenuti dei versi di Grochowiak danno spazio sia, in minima parte, alle grandi problematiche politiche, ideologiche e morali, ma soprattutto all'ambiente familiare e alle vicende comuni, frammentate fantasiosamente in elementi compositi di un puzzle della quotidianità.
Il timbro ed il senso lirico delle opere di Grochowiak si evidenziò nella sua capacità di deformare il mondo e la vita reale, come dimostrò la raccolta intitolata Agresty ("Uva spina") del 1964.
Qui il gusto poetico dell'autore si fissò a metà strada tra il decadente ed il manieristico, non esente da riferimenti al gusto pittorico del Brueghel.
Nel 1956 Grochowiak esordì come prosatore con il romanzo Plebania z magnoliami ("Il presbiterio delle magnolie"), a cui seguì Lamentnice ("Le lamentatrici") nel 1958 e Legenda o hitlerzmie ("Leggenda dell'hitlerismo") nel 1963, considerato dalla critica letteraria il suo lavoro più significativo.

## Opere

### Poesia
- Ballada Rycerska (1956).
- Menuet z pogrzebaczem (1958).
- Rozbieranie do snu (1959).
- Agresty (1963).
- Kanon (1965).
- Totentanz in Polen (1969).
- Nie było lata (1969).
- Polowanie na cietrzewie (1972).
- Bilard (1975).
- Haiku-Images (1978).
- Allende (1974) .
- Wiersze nieznane i rozproszone (1996).
- Czyści.

### Prosa
- Lamentnice (1958).
- Prozy (1996).

### Vari
- Plebania z magnoliami (1956).
- Trismus (1958).
- Karabiny (1965).

### Drammi
- Szachy (1961).
- Partita na instrument drewniany (1962).
- Król IV (1963).
- Chłopcy (1964).